# Jullie
Jullie is het persoonlijk voornaamwoord voor de tweede persoon meervoud in het Nederlands. Het is etymologisch een verbastering van jij+lui ("mensen, lieden"). 
De oervorm voor de tweede persoon meervoud is de Proto-Indo-Europese nominatief *iuH.

## Achtergrond
In de late middeleeuwen kenden de meeste Hollandse dialecten nog het voornaamwoord du voor "jij" en ji voor "jullie" en "u" (een beleefdheidsmeervoud dus). Hier kwam echter onder Brabantse en Vlaamse invloed verandering in: in deze streektalen kwam het woordje ghi in zwang voor alle aangesproken personen. Om nu duidelijk te maken dat er meerdere mensen werden bedoeld plakte men er luyden ("mensen") achter. De verouderde variant jelui laat zijn etymologie nog duidelijk zien.
In het hedendaagse Nederlands is het gebruikelijk jullie te vervoegen met -en ("jullie maken"). Vanwege de etymologie en de situatie in andere dialecten dan het Hollands prefereerde men voorheen een vervoeging met -t ("jullie maakt"), die men nog een enkele keer uit de mond van ouderen hoort.
De verleden tijd verbuigt zich van oudsher dan als gij, echter daar zijn de meeste Nederlandstaligen het gevoel voor kwijt geraakt. Jullie kwamen is dan namelijk jullie kwaamt.

## Verwante vormen
Cognaten in andere dan de Hollandse streektaal zijn gulder/gunder (Oost-Vlaams), gullie/gillie/gijlui/gijle/gelle (Brabants), dzjilie (West-Limburgs), julder (Zeeuws), hidder (West-Vlaams) en ieluu(j)/ieleu(j)/jule(n)/julie (Nedersaksisch). Het Fries, Gronings en (centraal-)Limburgs gebruiken nog steeds doe voor "jij" en jij/gij voor "jullie" en hebben dan ook geen dergelijke vormen nodig.
In veel streektalen komen dergelijke vormen ook voor de eerste en derde persoon voor. Vooral de laatste (zullie, hullie) zijn wijdverbreid, vermoedelijk om verwarring met zij "derde persoon enkelvoud vrouwelijk" te voorkomen. De vormen voor de eerste persoon (wulder/wunder Oost-Vlaams, willie Brabants, wudder West-Vlaams, wieluu(j)/wieleu(j)/wulie (Veluws)) zijn voornamelijk in het zuiden van het Nederlandse taalgebied te vinden en op de Veluwe. 